# Auguste Vestris

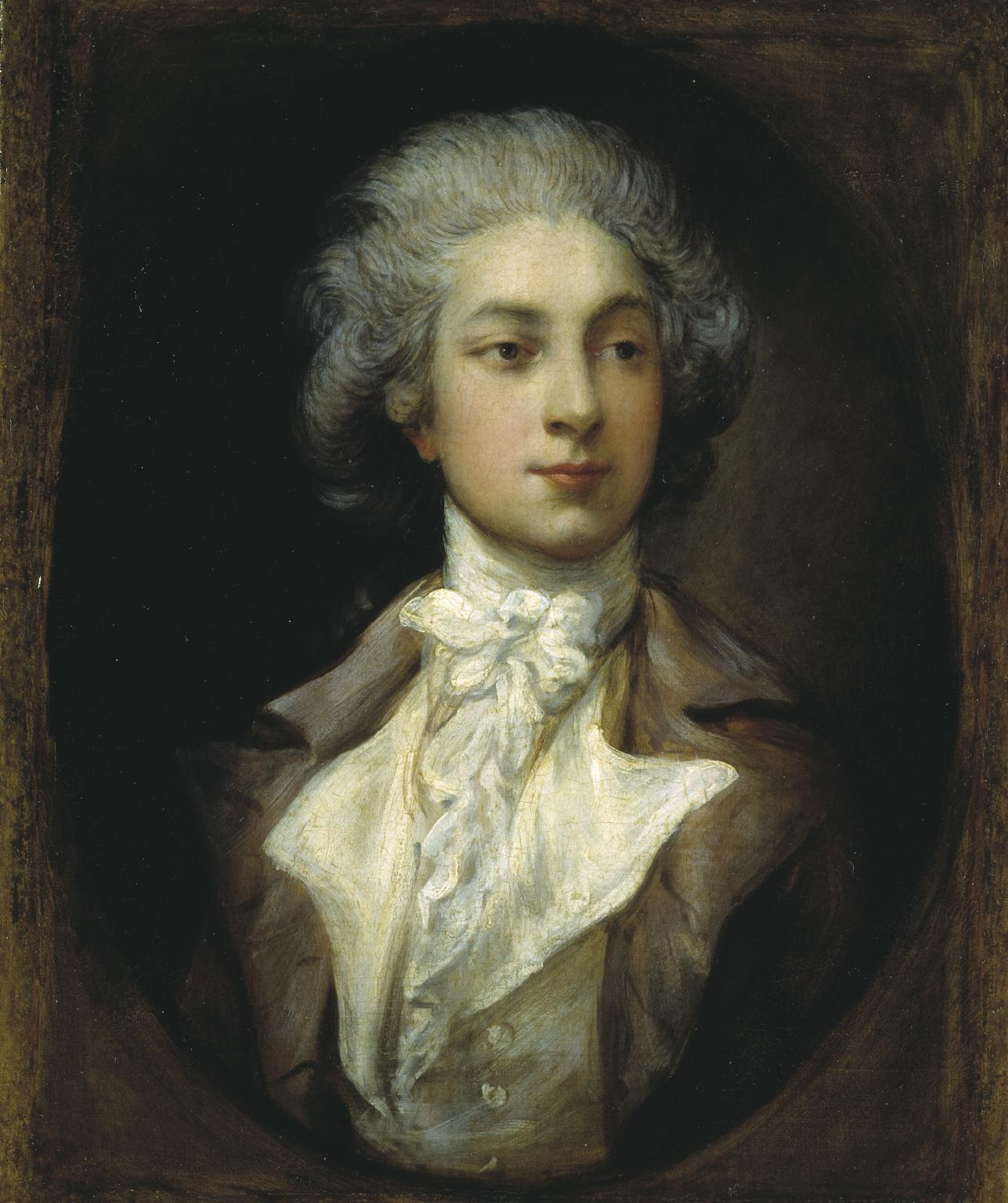
Vestris porträtiert von Thomas Gainsborough, etwa 1781

Marie Jean Augustin Vestris, bekannt als Auguste Vestris (* 27. März 1760 in Paris; † 5. Dezember 1842 ebenda), war ein französischer Tänzer und Choreograf. Aufgrund seiner außerordentlichen Technik wurde er auch der „Gott des Tanzes“ genannt.

## Leben
Auguste war ein außereheliches Kind von Gaetano Vestris und der Tänzerin Marie Allard. Er erhielt eine sorgfältige Tanzausbildung durch seinen Vater und debütierte 1772 in dem Divertissement La Cinquantaine. 1773 hatte er seinen ersten großen Erfolg als Amor in dem Ballett Endymion seines Vaters.
Bereits 1776 wurde er Solotänzer, 1778 Primo ballerino (Premier danseur) und 1778 Premier sujet de la danse. Im selben Jahr tanzte er in der Uraufführung von Noverres Les Petits Riens. 1781 hatte er in London an der Seite seines Vaters so großen Erfolg, dass das Parlament ihretwegen seine Sitzungen unterbrach. Von 1781 bis 1787 war er der bevorzugte männliche Tänzer in den Balletten von Maximilien Gardel. 1785 wurde er für seine Interpretation einer Gavotte aus André Grétrys komischer Oper Panurge dans l'île des lanternes (1785) gerühmt. Diese Gavotte wurde u. a. von F. A. Zorn (1820–1905) in seiner Grammatik der Tanzkunst (Leipzig 1887, S. 189–194 und S. 42–43) ausführlich beschrieben.
Während der Französischen Revolution floh er nach London, wo er bis 1793 bei Noverre tanzte. 1793 kehrte Auguste Vestris im Triumph nach Paris zurück, wo er mit dem jüngeren Tänzer Louis Duport konkurrierte und noch bis 1816 tanzte. Nach einer schwierigen Zeit des Übergangs wurde Vestris einer der berühmtesten Tanzlehrer seiner Zeit, zu dessen Schülern Marius Petipa, Lucien Petipa, Fanny Elssler, Jules Perrot und Marie Taglioni gehörten. 1835 trat er als 75-Jähriger mit Marie Taglioni noch einmal in einem Menuett auf. Vestris galt bei seinen Zeitgenossen persönlich als eitel und schwierig, wurde aber außerordentlich für seine Tanztechnik und Ausdrucksfähigkeit gerühmt.
Sein Sohn Auguste Armand Vestris (1786–1825) war ebenfalls Tänzer und trat gemeinsam mit seinem Cousin Charles Vestris auf. Er debütierte angeblich im Jahre 1800 an der Opéra. Er verließ jedoch Paris und ging dann als Tänzer nach Italien und nach Wien, wo er 1825 starb.